# Pennsylvania Intercollegiate Football Association
La Pennsylvania Intercollegiate Football Association, 0 PIFA, fu una conference sportiva di college football nata il 26 settembre 1891

## Membri
La PIFA fu costituita da:
- University of Lewisburg (attualmente Bucknell)
- Dickinson
- Franklin & Marshall
- Haverford
- Penn State
- Swarthmore

## Storia
Le scuole di Lafayette di Lehigh furono escluse dalla PIFA per ragioni ad oggi sconosciute. La conference durò una sola stagione, Penn State vinse il torneo 1891 con un record di 4-1-0 tra i membri, subendo l'unica sconfitta contro la Bucknell 12-10. Tuttavia la sconfitta di Bucknell con Franklin & Marshall (6-12) ed il pareggio con Dickinson (0-0) le diedero un record finale di 3-1-1.